# Claude Mezembourg
Claude Mezembourg es un deportista francés que compitió en judo. Ganó una medalla de oro en el Campeonato Europeo de Judo de 1961, en la categoría de –68 kg.

## Palmarés internacional
| Campeonato Europeo | Campeonato Europeo | Campeonato Europeo | Campeonato Europeo |
| Año                | Lugar              | Medalla            | Categoría          |
| ------------------ | ------------------ | ------------------ | ------------------ |
| 1961               | Milán (Italia)     | Medalla de oro     | –68 kg             |